# GUM (loja de departamento)

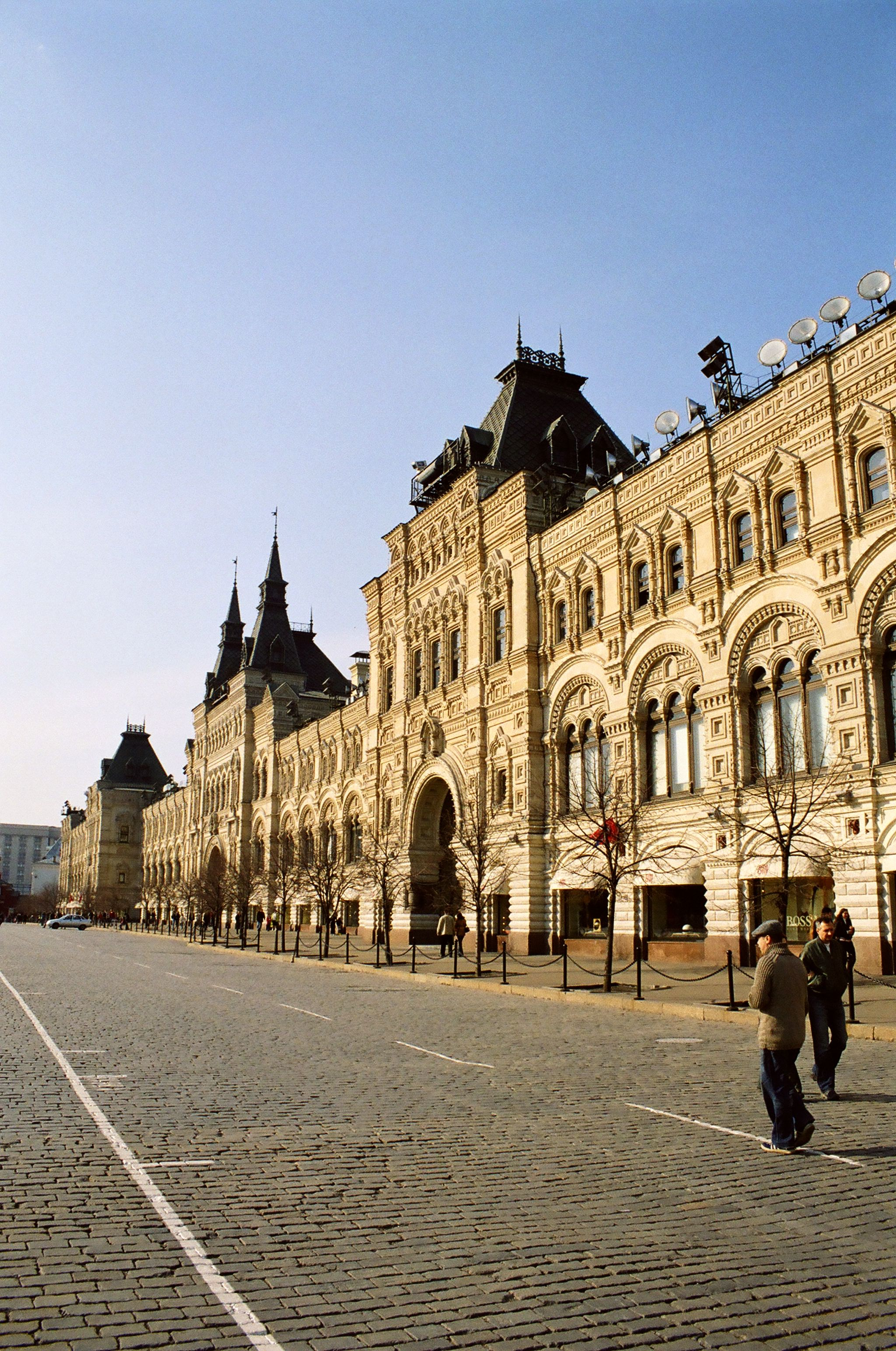
A fachada da GUM de Moscou, vista a partir da Praça Vermelha

GUM (em russo:  ГУМ, pronúncia pronúncia russa: [ˈɡum], uma abreviação em russo:  Глáвный универсáльный магазѝн; Glávnyj universáĺnyj magazín; literalmente "principal loja universal") é a principal loja de departamento em muitas cidades da antiga União Soviética, conhecidas como Lojas de Departamento estatais (em russo:  Государственный универсальный магазин; Gosudarstvennyi universalnyi magazin) durante a era soviética. Lojas com nomes similares existiram nas repúblicas soviéticas e nos países que as sucederam.
A unidade mais famosa fica na região de Kitai-gorod em Moscou, de frente para a Praça Vermelha. Atualmente é um shopping center. Até a década de 1920, o lugar era conhecido como "Filas do Comércio de Cima" (em russo:  Верхние торговые ряды). Próximo o local, também defronte à Praça Vermelha, situa-se um prédio muito semelhante à GUM, anteriormente conhecido como Filas do Comércio do Meio, agora denominadas Loja de Departamentos Central Universal (em russo:  Центрáльный Универсáльный Магазѝн (ЦУМ) / Tsentráĺnyj Universáĺnyj Magazín (TsUM)). Possui o porte de grandes shopping centers.

## GUM de Moscou

### Design e estrutura

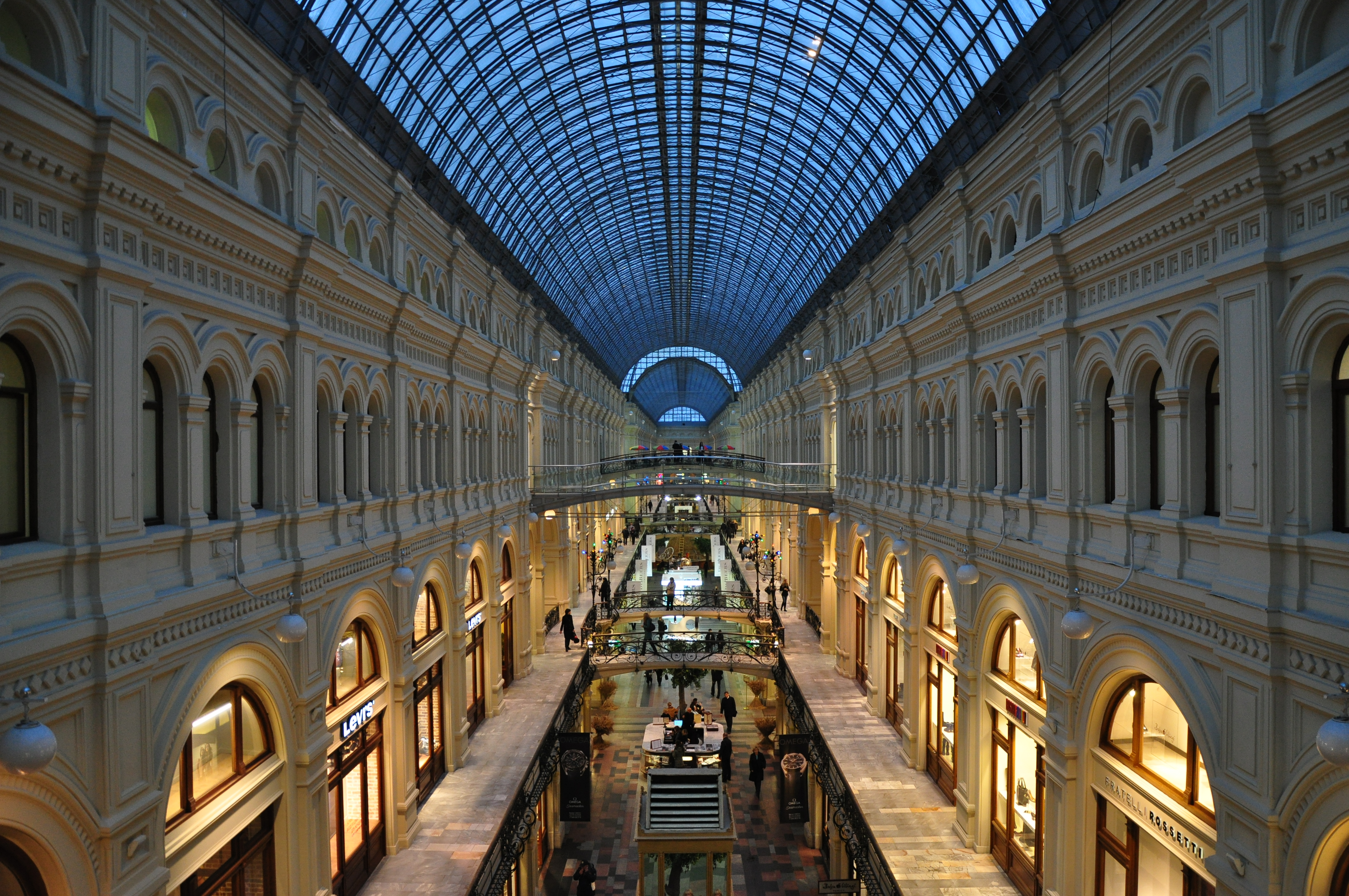
Estrutura do telhado, projetado por Shukhov.

Com uma fachada estendendo-se por 240 m ao longo do lado leste da Praça Vermelha, as Filas do Comércio de Cima foi construído entre 1890 e 1893 por Alexander Pomerantsev (responsável pela parte arquitetônica) e Vladimir Shukhov (responsável pela parte de engenharia). O prédio, em formato trapezoidal, apresenta uma combinação de elementos do Revivalismo russo com uma estrutura de aço e um teto envidraçado, em estilo similar à principal estação ferroviária de Londres no século XIX. William Craft Brumfield descreveu o edifício da GUM como "um tributo tanto ao design de Shukhov quanto à proficiência técnica da arquitetura russa no final do século XIX".
O teto envidraçado fez a construção ser única em seu tempo. O telhado com diâmetro de 14m, parece ser leve, mas consiste numa construção firme, composta por mais de 50 000 bastões metálicos, pesando na totalidade 740 t, sustentando mais de 20 000 painéis de vidro, capaz de suportar o acúmulo de neve típico do inverno moscovita. A iluminação é provida por grandes claraboias de ferro e vidro, cada uma pesando cerca de  740 t e contendo mais de 20 000 painéis de vidro. A fachada está dividida em várias faixas horizontais, com granito vermelho finlandês, mármore de Tarusa, e pedra calcária. Cada arcada possui três níveis, ligados por passarelas de concreto armado.

### História

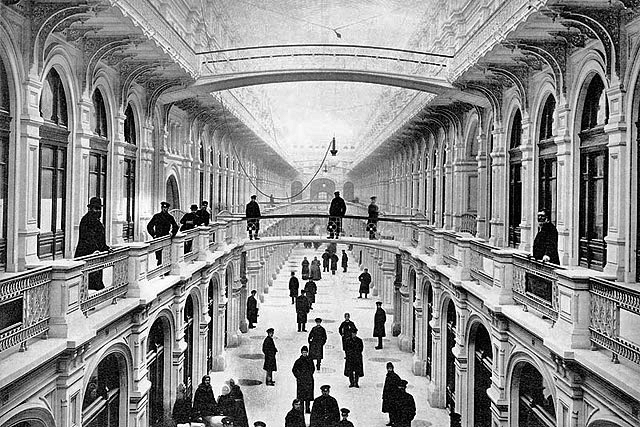
Dentro da loja em 1893: galerias de compras alongadas e abrigadas com abóbadas de metal e vidro, projetadas por Vladimir Shukhov

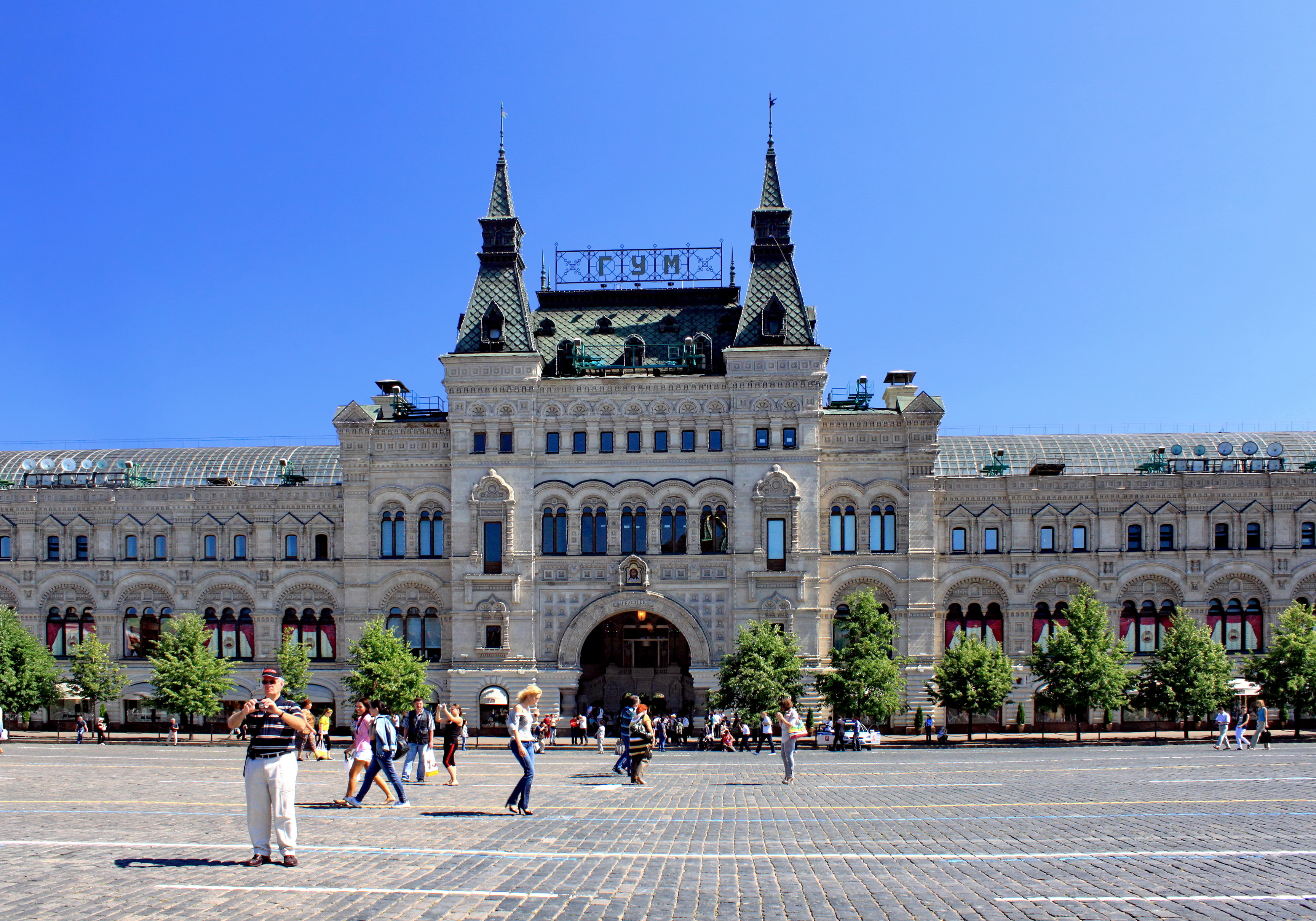
Fachada principal do prédio.

Catarina II da Rússia encarregou Giacomo Quarenghi, um arquiteto neoclássico italiano, do projeto de um grande centro comercial no lado leste da Praça Vermelha. A estrutura existente foi construída para substituir as antigas galerias que haviam sido projetadas por Osip Bove após o incêndio de 1812.
Ao tempo da Revolução Russa de 1917, o prédio continha por volta de 1 200 lojas. Após a revolução a GUM foi estatizada. Durante o período da Nova Política Econômica, entre 1921 e 1928, a GUM operou como uma loja-modelo de varejo para consumidores em toda a Rússia, independentemente de classe, gênero ou etnia. As lojas da GUM foram usadas para desenvolver os objetivos bolcheviques de reconstruir as empresas privadas sob diretrizes socialistas e "democratizar o consumo para os trabalhadores e camponeses nacionalmente". No final, os esforços em utilizar a GUM para construir o comunismo através do consumismo falharam e teriam "conseguido apenas afastar os consumidores das lojas estatais e criar uma cultura de queixas e de autoconsideração a direitos".
A GUM continuou a ser utilizada como loja de departamento até Josef Stalin convertê-la em espaço para escritórios em 1928 para o comitê responsável pela implantação do seu primeiro Plano Quinquenal. Em 1932, após o suicídio da esposa de Stalin, Nadejda, o prédio que sediava a GUM foi utilizado para a exposição do corpo.
Após a reabertura do lugar como loja de departamento em 1953, a GUM tornou-se uma das poucas lojas na União Soviética que não tinham racionamento ou falta de produtos de consumo, com longas filas, que frequentemente se estendiam ao longo de toda a Praça Vermelha.
Ao fim da era soviética, a GUM foi privatizada, parcialmente no início e totalmente depois, tendo tido vários proprietários antes de passar ao controle da empresa de supermercados Perekryostok. Em maio de 2005, uma participação de 50,25% foi vendida à [Bosco di Ciliegi, um distribuidor russo de produtos de luxo e operador de butiques. Como operação privada, foi renomeada de modo que pudesse manter sua antiga abreviação e continuasse a ser chamada GUM. Assim, a primeira palavra - Gosudarstvennyi ('estado') - foi substituída por Glavnyi ('principal'), de modo que a sigla GUM agora significa "Principal Loja Universal".

## Loja similar
Há uma loja de departamentos histórica similar à GUM que rivaliza com esta em tamanho, elegância e opulência arquitetônica, abreviada como TsUM (Tsentralniy Universalniy Magazin), situada a leste do Teatro Bolshoi.